# Mingtan-Talsperre
Die Mingtan-Talsperre (chinesisch 明潭大壩, Pinyin Míngtán dàbà) ist eine Talsperre mit angeschlossenem Pumpspeicherkraftwerk in der Gemeinde Shuili in Zentral-Taiwan.

## Lage und technische Daten

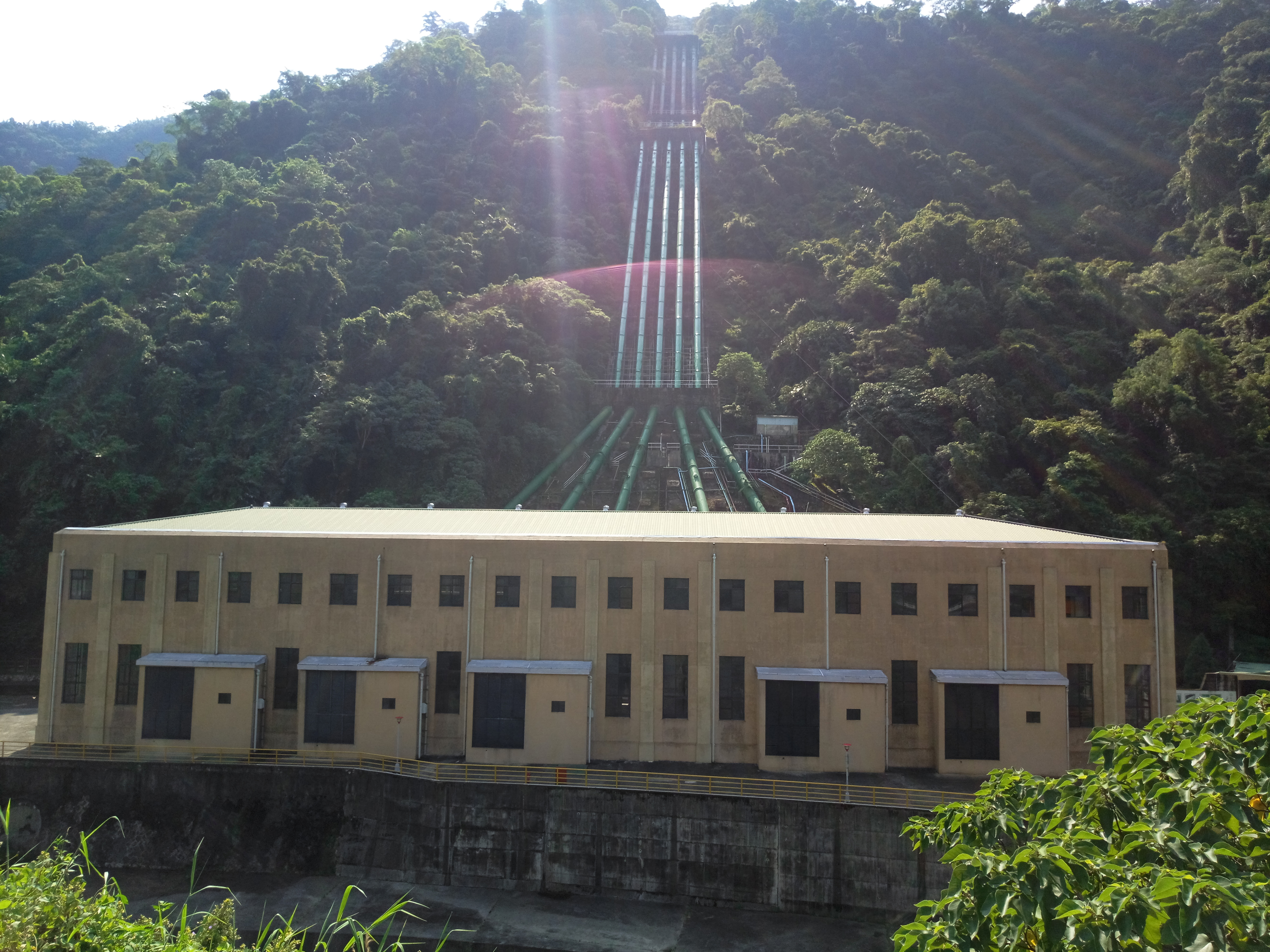
Daguan 1-Kraftwerk

Die Mingtan-Talsperre staut den Fluss Shuili Xi (水里溪) etwa 4 km unterhalb seines Ausflusses aus dem Sonne-Mond-See zum Mingtan-Stausee (chinesisch 明潭水庫, Pinyin Míngtán shuǐkù) auf. Das Absperrbauwerk ist 61,5 m hoch und 314 m lang und wurde 1990 fertiggestellt. Das aufgestaute Reservoir ist das Unterbecken des Mingtan-Pumpspeicherkraftwerks. Bei starker Stromnachfrage wird Wasser zur Stromerzeugung aus dem Sonne-Mond-See abgelassen und fließt in das Mingtan-Reservoir, während bei geringer Nachfrage Wasser zurückgepumpt wird. Die Nennleistung des Kraftwerks beträgt 1600 MW mit sechs Turbinen/Generatoren mit je 266 MW.
Aufgrund der Nutzung des Sees als Speicherreservoir schwankt der Wasserstand des Sees erheblich und kann innerhalb eines Tages um bis zu 28 Meter variieren. Stausee und Staudamm sind ein touristisches Ausflugsziel und auch leicht vom nahegelegenen Bahnhof Checheng der Jiji-Linie per Bahn zu erreichen.
Beim Jiji-Erdbeben von 1999 mit einer Magnitude nach Richter von 7,2 (nach der alternativen Magnitudenskala 7,6) war Mingtan eine von mindestens acht Talsperrenbauwerken, die Schäden erlitten, aber sie brach nicht zusammen.

## Geschichte
Planungen und Konzepte zur Nutzung der Wasserkraft in Zentraltaiwan gab es schon zur Zeit der japanischen Kolonialherrschaft (1895–1945). Zu diesem Zweck wurde der Sonne-Mond-See über eine knapp 13,7 km lange Wasserleitung aus dem höher gelegenen Wujie-Stausee aufgefüllt, wodurch sich die Fläche des Sees von 3,18 km² auf 7,73 km² vergrößerte. Unterhalb des Sees wurde 1934 das Erste Kraftwerk Sonne-Mond-See (日月潭第一發電所) eröffnet, das das Wasser des etwa 380 Meter höher gelegenen Sonne-Mond-Sees zur Stromerzeugung nutzte. Die Baumaterialien zum Bau des Kraftwerkes wurden durch die zuvor erbaute Jiji-Eisenbahn herantransportiert. Während des Zweiten Weltkrieges wurde das Kraftwerk durch einen Bombenangriff beschädigt und außer Betrieb gesetzt. Nach Kriegsende kam die Insel Taiwan zur Republik China, das Kraftwerk wurde wieder instand gesetzt und erhielt 1948 den Namen Daguan-Kraftwerk (大觀發電廠 – „Kraftwerk der Grandiosen Aussicht“). Ab dem April 1981, als das weiter stromaufwärts gelegene Minghu-Kraftwerk in Betrieb gegangen war, erhielt dieses den Namen Zweite Daguan-Anlage (大觀二廠), während das vorherige Kraftwerk als Erste Daguan-Anlage (大觀一廠) fungierte. Ab 1987 baute die Betreibergesellschaft Taiwan Power Company („Taipower“) die heutige Mingtan-Talsperre und das zugehörige Mingtan-Pumpspeicherwerk, das 1995 in Betrieb ging. Ab diesem Zeitpunkt floss das Wasser nicht nur aus dem Sonne-Mond-See, sondern in Zeiten des Stromüberschusses auch wieder zurück.

## Bedeutung
Die beiden Kraftwerke Mingtan und Minghu spielen eine bedeutende Rolle bei der Energieerzeugung aus Wasserkraft in Taiwan. Die jährliche Stromerzeugung lag 2013 bei etwa 5 Milliarden kWh, was etwa 56 % der gesamten, aus Wasserkraft erzeugten Strommenge Taiwans entsprach. In den ersten Jahren nach dem Zweiten Weltkrieg produzierte das damalige Kraftwerk sogar etwa 60 Prozent der gesamten elektrischen Energie Taiwans.